# Wendell Ford
Wendell Hampton Ford (Owensboro, 8 de setembro de 1924 – Owensboro, 22 de janeiro de 2015) foi um político americano que representou o estado de Kentucky. Ocupou o cargo de Senador dos Estados Unidos por 24 anos e foi o 53.º governador de Kentucky. Ford foi o primeiro político a ser eleito sucessivamente vice-governador, governador e senador dos Estados Unidos na história do estado. Esteve na Liderança do Partido Democrata no Senado, entre 1991 a 1999, feito este considerado uma referência para sua legenda no estado desde sua eleição para governador em 1971, até a conclusão de seu mandato no Senado em 1999. Na época, era o Senador mais longevo da história do Kentucky, uma marca que só foi superada por Mitch McConnell em 2009. Ademais, foi membro do Partido Democrata mais recente a ter ocupado o cargo de Senador pelo estado de Kentucky.
Nascido no Condado de Daviess, Ford frequentou a Universidade de Kentucky, mas seus estudos foram interrompidos pelo seu serviço na Segunda Guerra Mundial. Após a guerra, se formou na Escola de Seguros de Maryland e voltou para Kentucky para ajudar seu pai no negócio de seguros da família. Além disso, também prestou serviço militar na Guarda Nacional do Exército de Kentucky. Ford esteve presente na campanha de Bert T. Combs para governador em 1959 e tornou-se assistente executivo quando Combs foi eleito para o cargo do Executivo estadual. Incentivado a concorrer ao Senado de Kentucky pelo aliado e sucessor de Combs, Ned Breathitt, Ford ganhou a cadeira e cumpriu um mandato de quatro anos antes de concorrer a vice-governador em 1967. Posteriormente, foi eleito em uma chapa dividida com o republicano Louie B. Nunn. Quatro anos depois, Ford derrotou Combs nas primárias do partido para assumir o governo.
Como governador, Ford tornou o governo mais eficiente, reorganizando e consolidando alguns departamentos do Poder Executivo. Houve um aumento da receita para o estado por meio de um imposto de rescisão sobre o carvão, além de promulgar reformas no sistema educacional. Exonerou a maioria dos republicanos de cargos estaduais, inclusive ajudando Walter "Dee" Huddleston a ganhar a cadeira no Senado, vaga esta ocupada após o fim do mandato do fiel republicano John Sherman Cooper. Em 1974, o próprio Ford derrubou outro senador em exercício, o republicano Marlow Cook. Após a rápida ascensão de muitos de seus aliados políticos, Ford e seu vice-governador, Julian Carroll, foram investigados sob a acusação de corrupção política, mas um grande júri se recusou a indiciá-los.
Como senador, Ford estava à direita do centro do seu partido e foi um firme defensor da indústria do tabaco de Kentucky. Além disso, também formou a Convenção da Guarda Nacional do Senado com o senador de Missouri, Kit Bond. Escolhido como líder do Partido Democrata em 1991, Ford considerou concorrer a liderança da bancada em 1994 antes de dar seu apoio a Christopher Dodd, de Connecticut. Concluiu seu mandato no Senado em 1999 e voltou para Owensboro, onde deu aulas de política para jovens no Museu de Ciência e História de Owensboro.

## Primeiros anos
Filho de Ernest M. e Irene Woolfork (Schenk) Ford, Wendell nasceu perto de Owensboro, no Condado de Daviess, em Kentucky, no dia 8 de setembro de 1924. Seu pai era senador estadual e aliado do governador de Kentucky, Earle C. Clements. Ford obteve seus primeiros anos de estudos nas escolas públicas do condado de Daviess, e se formou na Daviess County High School. Entre os anos de 1942 a 1943, frequentou a Universidade de Kentucky.
Em 18 de setembro de 1943, Ford casou-se com Jean Neel, em Owensboro, na casa dos pais da noiva. O casal tem dois filhos. Sua filha, Shirley (Ford) Dexter, nasceu em 1950; e seu filho, Steven Ford, em 1954. A família frequentava a Primeira Igreja Batista em Owensboro.
Em 1944, Ford deixou a Universidade de Kentucky para ingressar no Exército dos Estados Unidos, alistando-se para servir na Segunda Guerra Mundial em 22 de julho de 1944. Foi treinado como suboficial administrativo e promovido ao posto de sargento técnico em 17 de novembro de 1945. Ao longo de seu serviços prestados, recebeu a Medalha da Campanha Americana e a Medalha da Vitória na Segunda Guerra Mundial, além de ganhar o Distintivo de Soldado de Infantaria Especialista e a Medalha de Boa Conduta. Posteriormente, foi dispensado com honra em 18 de junho de 1946.
Após a guerra, Ford voltou para casa para trabalhar com seu pai na área de seguros da família, e se formou na Escola de Seguros de Maryland em 1947. Em 7 de junho de 1949, se alistou na Guarda Nacional do Exército de Kentucky e foi designado para a Primeira Companhia da 149.ª Equipe de Combate Regimental de Infantaria em Owensboro. Em 7 de agosto de 1949, foi promovido a Segundo Tenente de Infantaria. Em 1949, a companhia de Ford foi convertida de infantaria para tanques, e Ford atuou como Comandante de Companhia no 240.º Batalhão de Tanques. Promovido a Primeiro Tenente de Blindados, transferiu-se para a Guarda Inativa em 1956, antes de ser dispensado em 1962.

## Carreira política
Ford era muito antenado em assuntos cívicos, tornando-se o primeiro Kentuckiano a atuar como presidente dos Jaycees em 1954 e presidente de juventude na campanha de Bert T. Combs para governador em 1959. Após a eleição de Combs, Ford atuou como assistente executivo de Combs de 1959 a 1963. Quando sua mãe morreu em 1963, Ford voltou para Owensboro para ajudar seu pai com a agência de seguros da família. Embora tenha sido especulado que concorreria a vice-governador naquele ano, Ford, mais tarde, insistiu que havia decidido não voltar à política até que o governador Ned Breathitt o pedisse para concorrer contra Casper "Cap" Gardner, líder da maioria do Senado estadual e um grande obstáculo para agenda legislativa progressista de Breathitt. Ford venceu a eleição de 1965 por apenas 305 votos, mas rapidamente se tornou uma figura importante no senado estadual. Representando o Oitavo Distrito, incluindo os condados de Daviess e Hancock, Ford introduziu 22 grandes projetos legislativos que se tornaram lei durante seu mandato no Senado.
Em 1967, Ford concorreu a vice-governador, desta vez contra a vontade de Breathitt e Combs, cuja escolha foi o procurador-geral do estado, Robert Matthews. Ford derrotou Matthews por 631 votos, 0,2% da contagem total de votos nas eleições primárias. Fez uma campanha independente e venceu as eleições gerais, mesmo com a escolha de Combs-Breathitt, Henry Ward, perdendo a disputa para governador para o republicano Louie B. Nunn. Republicanos e democratas dividiram os cargos estaduais, com cinco indo para os republicanos e quatro para os democratas.
Durante seu mandato como vice-governador, Ford reconstruiu a máquina democrata do estado, o que o ajudaria a eleger outros políticos, entre eles o senador Walter Huddleston e a governadora Martha Layne Collins. Quando o governador Nunn solicitou aos parlamentares para aumentar o imposto estadual sobre vendas em 1968 de 3% para 5%, Ford se opôs à medida, dizendo que ela só deveria ser aprovada se os alimentos e remédios fossem isentos. Ford perdeu esta batalha; o aumento passou sem isenções. Nos anos de 1970 a 1971, Ford foi membro do Comitê Executivo da Conferência Nacional de Tenentes Governadores. Enquanto vice-governador, tornou-se membro honorário da Fraternidade Lambda Chi Alpha em 1969.

### Governador de Kentucky
Ao término de seu mandato como vice-governador, Ford foi um dos oito candidatos a entrar nas eleições primárias democratas para governador em 1971. O favorito da disputa era o mentor de Ford, Combs. Durante a campanha, Ford atacou a idade de Combs e o imposto sobre vendas decretado durante a gestão do ex-governador. Além disso, também questionou por que Combs deixaria seu cargo de juiz federal para concorrer a um segundo mandato como governador. Ford obteve mais votos do que Combs e os outros seis candidatos juntos, e atribuiu sua improvável vitória nas eleições primárias ao fato de Combs ter subestimado a sua candidatura. Após a eleição, Combs previu corretamente: "Este é o fim do caminho para mim politicamente."

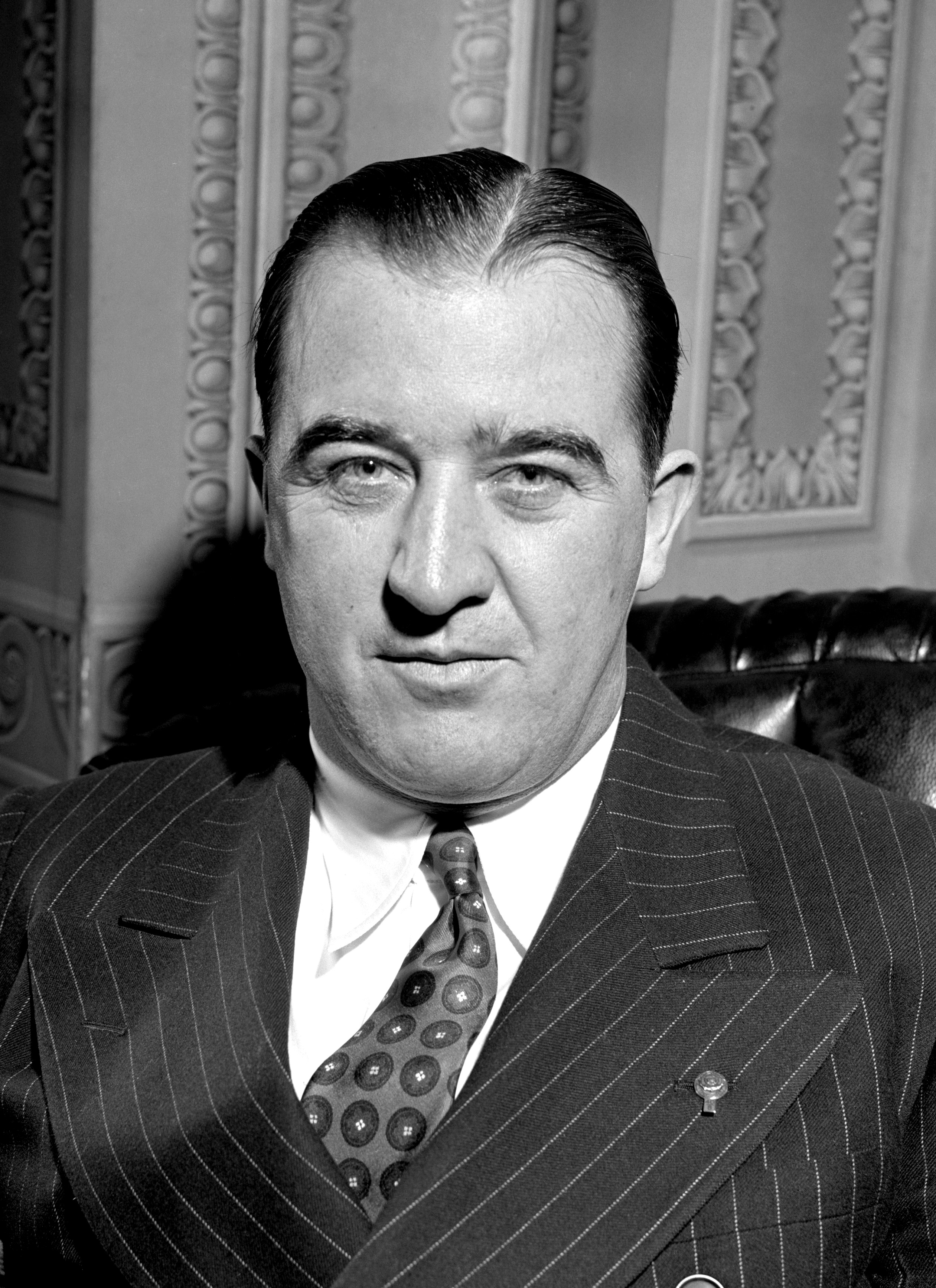
O ex-governador Happy Chandler concorreu contra Ford nas eleições para governador de 1971

Com mais de 58 mil votos à frente de seu principal rival, o republicano Tom Emberton, Ford foi eleito para o cargo de governador em uma eleição geral de quatro candidatos, incluindo outro ex-governador democrata, Happy Chandler, que concorreu como candidato independente. Por outro lado, com Combs e Chandler fora da política, a base aliada do Partido Democrata de Kentucky começou a diminuir.
Como governador, Ford aumentou a receita com um imposto de rescisão sobre o carvão, um imposto de dois centavos por galão sobre a gasolina e um aumento do imposto corporativo. Em compensação, isentou os alimentos do imposto estadual sobre vendas. O grande superávit orçamentário resultante permitiu-lhe propor vários projetos de infraestrutura. Sua vitória nas eleições primárias deveu-se, em grande parte, ao Condado de Jefferson, e o favor foi retribuído aprovando fundos para construir o Commonwealth Convention Center e expandir o Kentucky Fair and Exposition Center. Ademais, também liderou um pacote de reformas no sistema de justiça criminal do estado durante o primeiro ano de seu mandato.
Ford supervisionou a transição da Universidade de Louisville, que dependia do financiamento municipal, para a gestão estadual. Além disso, também pressionou por reformas no sistema educacional do estado, abrindo mão de sua própria presidência do conselho de curadores da Universidade de Kentucky, e estendendo o direito de voto a alunos e membros do corpo docente dos conselhos universitários. De modo geral, as posições administrativas nas universidades, até então usadas como recompensas políticas, foram transformadas em nomeações profissionais. Houve um aumento no investimento orçamentário educacional do estado, ampliando a autonomia para coordenação do Conselho de Educação Superior. Ford vetou uma medida que permitiria o acordo coletivo de trabalho dos professores.
Ford chamou a atenção ao propor projetos triviais de melhoria na eficiência e na organização dos departamentos executivos, criando vários "super gabinetes", sob os quais muitos departamentos foram consolidados. Durante uma sessão legislativa de 1972, foi criado o Departamento de Finanças e Administração, combinando as funções do Escritório de Desenvolvimento de Programas de Kentucky e do Departamento de Finanças. Os limites constitucionais, às vezes, o impediam de combinar funções semelhantes, mas Ford fez da reorganização uma prioridade máxima e conseguiu algumas economias para o estado.
Em 21 de março de 1972, a Suprema Corte dos Estados Unidos proferiu sua decisão no caso Dunn v. Blumstein, definindo que um cidadão que vivesse em um estado por 30 dias seria morador naquele estado e, portanto, elegível para votar. A Constituição de Kentucky exigia que o cidadão morasse por um ano no estado, seis meses no condado e sessenta dias no distrito eleitoral para votar. Como essa questão tinha que ser resolvida antes da eleição presidencial de 1972 em novembro, Ford convocou uma sessão legislativa especial para fazer as correções necessárias. Além disso, Ford acrescentou, na agenda da Assembleia Geral, a criação de uma agência estadual de proteção ambiental, um refinamento dos distritos congressionais de acordo com os últimos números do Censo de 1970 e a ratificação da Emenda de Direitos Iguais, recentemente aprovada. Todas essas medidas foram aprovadas.
Apesar de uma cirurgia para um aneurisma cerebral em junho de 1972, Ford compareceu à Convenção Nacional Democrata de 1972 em Miami Beach, na Flórida. No evento, apoiou Edmund Muskie para presidente, mas depois cumprimentou o candidato George McGovern quando visitou Kentucky. A convenção foi o início do papel de Ford na política nacional. Ofendido pelo tratamento da campanha de McGovern ao presidente das finanças democrata, Robert Schwarz Strauss, Ford ajudou Strauss a ser eleito presidente do Comitê Nacional Democrata, após a derrota de McGovern. Como resultado de seu envolvimento na eleição de Strauss, Ford foi eleito presidente da Conferência dos Governadores Democratas de 1973 a 1974. Também atuou como vice-presidente do Comitê de Recursos Naturais e Gestão Ambiental da Conferência.
Durante a sessão legislativa de 1974, Ford propôs um estudo de seis anos sobre a liquefação e gaseificação do carvão em resposta à crise do petróleo de 1973. Houve um aumento do financiamento para os recursos humanos e continuou sua reorganização do Poder Executivo, criando gabinetes para transporte, desenvolvimento, educação e artes, proteção e regulamentação do consumidor, segurança e justiça. Ford foi considerado menos implacável do que os governadores anteriores ao demitir funcionários estaduais contratados pelo governo anterior e expandiu o sistema de mérito estadual para cobrir alguns funcionários estaduais anteriormente isentos. Apesar da expansão, foi alvo de críticas pelas substituições que fez, principalmente a do comissário de pessoal do estado nomeado durante o governo Nunn. Os críticos também citaram o fato de que os funcionários considerados qualificados pelo exame de mérito ainda precisavam obter autorização política antes de serem contratados.

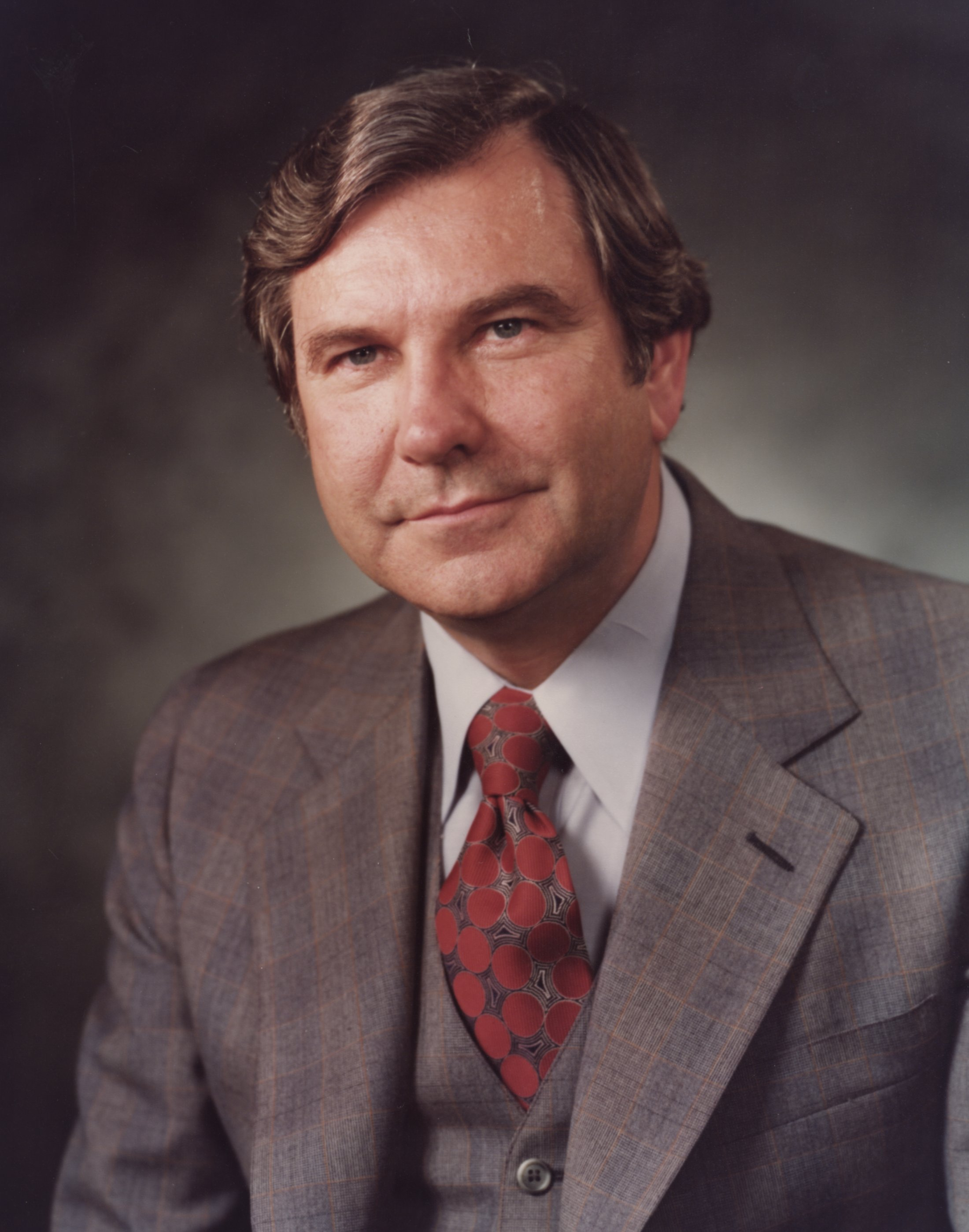
Walter D. Huddleston, aliado de campanha de Ford, foi eleito para o Senado em 1972

Ford uniu o Partido Democrata no estado, permitindo-lhes conquistar uma cadeira no Senado dos Estados Unidos em 1972 pela primeira vez desde 1956. A vaga foi desocupada com o fim do mandato do republicano John Sherman Cooper, e conquistada por um aliado da campanha de Ford, Walter Dee Huddleston. A base aliada de Ford começou a fazer lobby para destituir o outro senador republicano de Kentucky, o parlamentar Marlow Cook. Ford queria que o vice-governador Julian Carroll, que concorrera informalmente com Combs nas eleições primárias de 1971, concorresse à cadeira de Cook, mas Carroll já estava de olho no cargo de governador. Os aliados de Ford não tinham um candidato a governador mais forte que Carroll, e quando uma pesquisa mostrou que Ford era o único democrata que poderia derrotar Cook, decidiu concorrer, anunciando sua candidatura imediatamente após a sessão legislativa de 1974.
Um ponto primordial durante a eleição foi a construção de uma represa no Rio Vermelho. Cook se opôs à barragem, mas Ford a apoiou e investiu parte do superávit orçamentário do estado para o início da obra. Na eleição, Ford derrotou Cook por 399 406 votos a 328 982, completando sua revitalização do Partido Democrata estadual ao exonerar o último republicano de um cargo importante. Cook renunciou ao cargo em dezembro para que Ford tivesse uma posição mais elevada no Senado. Ford renunciou ao mandato de governador para aceitar o cargo, deixando-o nas mãos de Carroll, que retirou o apoio do estado ao projeto, vetando-o.
Após a rápida ascensão dos membros de sua equipe aos principais cargos políticos do estado, Ford e Carroll foram investigados sob acusação de corrupção política. A investigação, que durou quatro anos, iniciou em 1977 e se concentrou em um esquema de propina de seguro estatal que teria operado durante o mandato de Ford. Em junho de 1972, Ford comprou apólices de seguro para funcionários públicos de alguns de seus apoiadores políticos sem licitação. A lei estadual não exigia licitação competitiva e ex-governadores já haviam se engajado em práticas semelhantes. Os responsáveis pela investigação acreditavam que havia um acordo no qual as seguradoras obtinham contratos com o governo e dividiam as comissões com os funcionários do partido, embora Ford fosse suspeito de permitir a prática para benefício político em vez de ganho financeiro pessoal. Em 1981, os promotores pediram indiciamento contra Ford e Carroll por acusações de extorsão, mas o grande júri rejeitou a denúncia. Tendo em vista que as decisões do grande júri são sigilosas, não se sabe exatamente o que ocorreu, pois nunca foi revelado publicamente. No entanto, os republicanos estaduais sustentaram que Ford recorreu à Quinta Emenda enquanto prestava depoimento, expressando seu direito contra a autoincriminação. Ford se recusou a confirmar ou negar este relatório. Um grande júri federal recomendou que Ford fosse indiciado em envolvimento com o esquema de seguro, mas o Departamento de Justiça dos Estados Unidos não acatou essa recomendação.

### Senado dos Estados Unidos
Ford ingressou no Senado em 1974 e foi reeleito ao cargo nos anos de 1980, 1986 e 1992. Nas eleições primárias de 1980, Ford recebeu apenas oposição simbólica da advogada Flora Stuart. Por outro lado, não teve oposição nas primárias democratas de 1986 e 1992. Os republicanos não conseguiram apresentar um adversário viável em qualquer das candidaturas à reeleição de Ford. Em 1980, derrotou a septuagenária ex-auditora estadual Mary Louise Foust por 334 862 votos. Os 720 891 votos de Ford representaram 65% do total de votos expressos na eleição, um recorde para uma disputa estadual em Kentucky. Contra o republicano Jackson Andrews IV, em 1986, Ford quebrou esse recorde, garantindo 74 por cento dos votos expressos, levando todos os 120 condados de Kentucky. O senador estadual, David L. Williams, se saiu um pouco melhor em 1992, transferindo 477 002 votos a Ford (63%).
Ford considerou seriamente deixar o Senado e concorrer a governador novamente em 1983 e 1991, mas desistiu nas duas vezes. Na disputa de 1983, teria enfrentado a vice-governadora Martha Layne Collins nas primárias. Collins era um aliado político de Ford, o que influenciou sua decisão. Em 1991, ao justificar sua decisão de não concorrer a governador, Ford mencionou seu longo mandato parlamentar no Senado e o desejo de se tornar Líder do Partido Democrata do Senado.
No início de seu mandato, Ford apoiou uma emenda constitucional contra a prática de segregação urbana no transporte público dos ônibus. Além disso, também lançou uma proposta para inserção de verba orçamentária federal durante um ciclo bienal, pois acreditava que muito tempo era gasto anualmente na disputa orçamentária. Essa ideia, baseada no modelo usado no orçamento do estado de Kentucky, nunca foi implementada. Durante o 95.º Congresso (1977–1979), foi presidente do Comitê de Ciências Aeronáuticas e Espaciais.
Entre os anos de 1977 a 1983, Ford foi membro do Comitê de Campanha do Senado Democrata. Pela primeira vez, tentou assumir o posto de Líder do Partido Democrata em 1988, mas perdeu para o californiano Alan Cranston, que ocupava o cargo desde 1977. Um redator do jornal The New York Times avaliou que Ford superestimou suas chances de derrubar Cranston. Imediatamente após reconhecer sua derrota, anunciou que seria candidato ao cargo na próxima eleição em 1990. Posteriormente, Fred enfrentou Cranston, novamente, na eleição, mas Cranston desistiu da disputa devido a uma batalha contra o câncer de próstata. Ford afirmou que tinha apoio suficiente da bancada Democrata para ter vencido, mesmo se não houvesse a desistência de Cranston. Quando o então Líder da Maioria, George J. Mitchell, concluiu seu mandato do Senado em 1994, Ford mostrou algum interesse no cargo de Líder do Partido Democrata. No entanto, optou por se concentrar nos projetos para o estado de Kentucky e apoiou Christopher Dodd como sucessor de Mitchell.

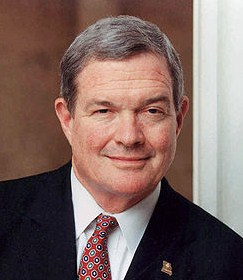
Kit Bond e Ford formaram o Caucus da Guarda Nacional do Senado em 1989

Durante a 98.º Legislatura (1983–1985), Ford trabalhou no Comitê Seleto para Estudar o Sistema de Comitês e foi membro do Comitê de Regras e Administração do Centésimo ao Centésimo Terceiro Congressos (1987–1995). Em 1989, se juntou ao senador do Missouri, Kit Bond, para formar a Bancada da Guarda Nacional no Senado, uma coalizão de senadores comprometidos com o avanço das capacidades e prontidão da Guarda Nacional. Ford disse que estava motivado para formar o comitê depois de ver o trabalho feito pelo representante do estado de Mississippi, Sonny Montgomery, com a Associação da Guarda Nacional e o Departamento da Guarda Nacional. Ford co-presidiu a convenção com Bond até o fim do mandato de Ford do Senado em 1999. A Guarda do Exército de Kentucky dedicou o Centro de Treinamento Wendell H. Ford, em Muhlenberg County, Kentucky, no ano de 1998. Em 1999, o Departamento da Guarda Nacional condecorou Ford com o Prêmio Sonny Montgomery, sua maior honraria.
O senador do Missouri Thomas Eagleton, opinou que Ford e Dee Huddleston fizeram "provavelmente a melhor combinação dupla para qualquer estado no Senado". Ambos eram defensores do tabaco, a principal cultura comercial do Kentucky. Ford fazia parte do Comitê de Comércio, influenciando a legislação que afetava a indústria do tabaco, enquanto Huddleston fazia parte do Comitê de Agricultura e protegia programas que beneficiavam os produtores de tabaco. Ambos foram fundamentais para salvar o Programa de Apoio ao Preço do Tabaco. Ford isentou o tabaco da Lei de Segurança de Produtos de Consumo e era um oponente consistente dos aumentos de impostos sobre cigarros. Além disso, patrocinou uma emenda ao Acordo Geral sobre Tarifas e Comércio que limitava a quantidade de tabaco estrangeiro que poderia ser importado pelos Estados Unidos.
Posteriormente, Ford se afastou do sucessor de Huddleston, Mitch McConnell, por causa de um projeto que tratava de um acordo sobre ações judiciais contra empresas de tabaco. Ford foi favorável a um projeto de lei conforme apresentado ao Congresso, que teria mantido o programa de preços, enquanto McConnell optou por um projeto de baixa contribuição para os produtores de tabaco e o fim do programa de preços. Ambas as propostas foram finalmente derrotadas, e as divergências entre Ford e McConnell nunca foi solucionada.
Como presidente do subcomitê de aviação do Comitê de Comércio, Ford garantiu fundos para melhorar os aeroportos de Louisville, no norte de Kentucky e em Glasgow. O Aeroporto Wendell H. Ford, em Hazard, Kentucky, leva seu sobrenome. Um projeto de lei de 1990 destinado a reduzir o ruído das aeronaves, melhorar as medidas de segurança das companhias aéreas e exigir que as companhias aéreas informem melhor os consumidores sobre seu desempenho foi apelidado de Wendell H. Ford Aviation Investment e Reform Act for the 21st Century.
Em relação a sua carreira política no Senado, Ford afirmou: "Eu não estava interessado em questões nacionais. Eu estava interessado nas questões de Kentucky." Ainda assim, influenciou várias peças importantes da legislação federal. Politicamente, foi descrito como um moderado, à direita do centro de seu partido, pelo New York Times. Pelas contas do grupo liberal Americans for Democratic Change, Ford votou em pautas liberais 56% das vezes. Embora confrontasse os republicanos nos seus discursos, tinha tradição de fazer acordos a portas fechadas com eles.
Entre seus posicionamentos, patrocinou uma emenda à Lei de Licença Médica Familiar, isentando empresas com menos de cinquenta funcionários, e foi peça-chave para garantir a aprovação da lei de registro eleitoral em 1993. Apoiou aumentos do salário mínimo federal e um projeto de lei de reforma da Previdência de 1996. Defensor da pesquisa em tecnologia de carvão limpo, também trabalhou com o senador da Virgínia Ocidental, Jay Rockefeller, para garantir melhores benefícios de aposentadoria para os mineiros de carvão. Jamais conhecido como uma figura importante em questões internacionais, Ford favoreceu a continuação das sanções econômicas contra o Iraque, como uma alternativa à Guerra do Golfo. Votou contra o Tratado do Canal do Panamá, que considerou impopular entre os eleitores de Kentucky. Apesar de ter presidido o comitê de inauguração presidencial de Bill Clinton em 1993, Ford rompeu com o presidente ao votar contra o Acordo de Livre Comércio da América do Norte.
Na Convenção Nacional Democrática de 1996, em Chicago, manifestantes antitabagistas vestidos de guimbas de cigarro obstruíram uma recepção em honra de Ford. Sua defesa da indústria do tabaco era controversa; para ele, representar Kentucky era representar o tabaco. O hábito de fumar fazia parte da sua imagem, a ponto de solicitar aos fotógrafos para esperar até que estivesse com um cigarro na mão. Ralph Nader, ativista de direitos dos consumidores, chamava-o de "extremista anticonsumidor".
Como fizera como governador de Kentucky, Ford deu atenção à melhoria da eficiência do governo. Enquanto trabalhava no Comitê Conjunto de Imprensa, durante o Centésimo Primeiro e o Centésimo Terceiro Congressos, economizou milhões de dólares do governo em custos de impressão ao imprimir em volume e usar papel reciclado. Em 1998, o Senador da Virgínia, John Warner, patrocinou a Lei de Reforma das Publicações Governamentais Wendell H. Ford de 1998; Ford assinou como co-patrocinador. O projeto de lei eliminaria o Comitê Conjunto de Imprensa, distribuindo sua autoridade e funções entre o Comitê de Regras do Senado, o Comitê de Supervisão da Câmara e o administrador do Escritório de Imprensa do Governo. Também centralizaria os serviços de impressão do governo e penalizaria as agências governamentais que não disponibilizassem seus documentos para a gráfica imprimir. Os oponentes do projeto de lei citaram os amplos poderes concedidos à gráfica e as preocupações com a erosão da proteção de direitos autorais. O projeto de lei foi relatado favoravelmente fora do comitê, mas foi retirado do calendário legislativo por questões relacionadas ao iminente impeachment de Bill Clinton. Warner não voltou à presidência do Comitê Conjunto de Imprensa no congresso seguinte, Ford se aposentou do Senado e o projeto de lei não foi reapresentado.

## Últimos anos
Ford optou por não buscar um quinto mandato em 1998 e se aposentou em Owensboro. Em 1998, foi nomeado Membro Honorário da American Library Association. Trabalhou por um tempo como consultor no escritório de advocacia Dickstein Shapiro Morin & Oshinsky, em Washington. Na época de sua aposentadoria, Ford era o senador que ocupou o cargo mais longevo da história do Kentucky. Em janeiro de 2009, Mitch McConnell ultrapassou a marca de Ford de 24 anos no Senado.
Em agosto de 1978, o contorno da rodovia US 60 em Owensboro foi nomeado Wendell H. Ford Expressway. A Western Kentucky Parkway também foi alterada para Wendell H. Ford Western Kentucky Parkway durante a administração do governador Paul E. Patton. Em 2009, Ford foi incluído no Kentucky Transportation Hall of Fame.
Posteriormente, Ford ensinou política aos jovens de Owensboro no Museu de Ciência e História de Owensboro, que abriga uma réplica de seu escritório no Senado. Em 19 de julho de 2014, o Messenger-Inquirer informou que Ford havia sido diagnosticado com câncer de pulmão.
Ford morreu em 22 de janeiro de 2015 na sua casa, aos 90 anos de idade, de câncer de pulmão, e foi enterrado no Cemitério Rosehill Elmwood.